# Río Naya
Río Naya är ett vattendrag i Colombia. Det ligger i den västra delen av landet, 400 km väster om huvudstaden Bogotá.